# Tomás I de Saboia
Tomás I de Saboia (Castelo de Carbonara, 23 de maio de 1176 - Moncalieri, Aoste, Itália, 1 de março de 1233) foi Conde de Saboia desde 1189 até 1233.

## Biografia
O seu nascimento foi considerado um milagre, dado que seu pai, monge, estava desesperado por um herdeiro varão. Já tinha sido casado com três esposas e de nenhuma delas tinha tido um filho homem. O conde Humberto III de Saboia procurou conselhos junto de Santo Anselmo que o benzeu por três vezes e predisse uma profecia que foi verdade. 
Quando Tomás nasceu, pouco depois morreu seu pai, no dia 26 de junho de 1178. 
Terá tido o seu nome em honra de Thomas Becket, que tinha morrido pouco antes, e que São Anselmo devia ser grande admirador e conhecedor da sua história enquanto arcebispo de Cantuária tal como ele.
Tomás de Saboia era de menor idade quando o seu pai faleceu em 4 de março de 1189. Por esse facto foi estabelecido um concelho de regência, concelho esse composto por sua mãe, o primo do pai, Bonifácio I de Monferrato, e o bispo de Saint-Jean-de-Maurienne. Tomás chegou à idade adulta em agosto de 1191. 
Tomás possuía as capacidades, a energia e o brilho que seu pai não possuía, e por esse facto o Condado de Saboia gozou uma idade de ouro sob a sua direcção, mandou construir o Castello di Moncalieri para sua residência, tendo a partir dele controlado os seus domínios. 
Apesar da sua juventude começou por angariar a Noroeste novos territórios. No mesmo ano concedeu ao Vale de Aosta a Carta delle Franchigie em que lhe reconhecia o direito de autonomia administrativa e política. Este direito manteve-se até à Revolução Francesa. Mais tarde Tomás conquistou o cantão de Vaud, Bugey e Carignano. Deu apoio aos Hohenstaufen e foi apelidado e conhecido como Tomás o Gibelino, devido à sua carreira como Vigário Imperial na Lombardia. 

## Relações familiares
Filho de Humberto III de Saboia e de Beatriz de Viennois é irmão de Humberto II de Saboia, Conde de Maurienne.Em 1195, Tomás efectuou uma emboscada à caravana do Conde Guilherme I de Genebra, que escoltava a sua filha, Margarida, a França para se casar com o rei Filipe II de França. 

## Descendentes
Tomás casou-se com Margarida de Genebra  em  maio de 1195,  e do casamento tiveram os seguintes filhos  : 
1. Amadeu IV de Saboia (1197 - 1253), o seu sucessor imediato. Foi casado por duas vezes, a primeira com Ana ou Margarida da Borgonha, antes de 1221 (1200 - 1254) e a segunda com Cecília des Baux entre 1228/30 (1200 - 1275).
2. Humberto de Saboia, (1198 - faleceu na Hungria entre março e novembro de 1223).
3. Aimão de Saboia, nasceu cerca de 1200 e morreu em 30 de agosto de 1237, Senhor de Chablais de Chillon e Villeneuve.
4. Guilherme de Saboia (?1201 - morto por envenenamento em 1239), Bispo Hautecombe, de Liège, Valência e Decano de Viena.
5. Tomás II de Saboia, (1202 - 7 de fevereiro de 1259). Senhor e conde de Piemonte, de Saboia e de Mauriana. Foi fundador de uma linhagem que se converteu na Casa de Saboya-Achaea. Casou por duas vezes, a primeira com Joana de Hainaut e Flandres (1188 - 1244) e a segunda com Beatriz de Fieschi. Em 1253, toma o nome de Tomás II de Saboia, como  regente do sobrinho Bonifácio.
6. Pedro II de Saboia, (1203 -?) conde de Richmond, que residiu durante algum tempo em Inglaterra. Foi Conde de Richmond e em 1263 foi feito Conde de Saboia a morte de Bonifácio. Casou com Inês de Faucigny
7. Beatriz de Saboia, (Chambéry, Saboia, 1205 - dezembro 1266 ou Janeiro de 1267, casou-se em dezembro de 1219 com Raimundo Berengário IV da Provença (1198 - 19 de agosto de 1245). O casamento de Eleonora - filha de Amadeu IV e da 2da mulher Cicília de Baux - com Henrique III da Inglaterra em 1236 assinala o estabelecimento de ligações estreitas entre a corte Inglesa e a Casa de Saboia. Foi mãe de Beatriz da Provença.
8. Bonifácio de Saboia, nasceu no Castelo de Sainte-Hélène du Lac em 1206 e morreu no Castelo de Sainte-Hélène-des-Millières a 14 de julho de 1270. Foi Arcebispo de Canterbury, Primaz de Inglaterra e sucedeu ao seu irmão Amadeu IV de Saboia.
9. Filipe I de Saboia, nasceu em 1207 e morreu no Castelo de Rossilhão a 16 agosto de 1285. arcebispo de Hautecombe Lyon. Com o seu casamento foi Conde Palatino de Borgonha e em 1268 foi Conde de Saboia ao suceder ao seu irmão Pedro II.
10. Há referências à morte de uma filha cerca de 1254
11. Alice de Saboia, (??-1277 Abadessa de Hautecombe não está mencionada no testamento de 11 Out 1264 do seu suposto irmão Bonifácio, Arcebispo de Canterbury]
12. Ágata de Saboia, (??- depois 1279) tal como sua irmã foi abadessa do Mosteiro de San Pierre de Leão.
13. Margarida de Saboia, (1212 - 1270 ou 73) e casou em 1218 com Hartmann de Kyrburg, conde de Kyrburg.

Tomás I ainda teve quatro filhos ilegítimos.